# Friedrich Miescher
Friedrich Miescher, född 13 augusti 1844 i Basel, Schweiz, död 26 augusti 1895 i Davos, Schweiz, var en schweizisk läkare och biolog. Han var 1869 den första forskaren som isolerade nukleinsyra. Han identifierade också protamin och var en av föregångarna i utforskningen av DNA.

## Biografi
Miescher kom från en vetenskaplig familj där hans far och hans farbror innehade professuren i anatomi vid universitetet i Basel. Som pojke var han blyg men intelligent och hade ett intresse för musik. Miescher började studerade medicin i Basel och sommaren 1865 arbetade han för den organiska kemisten Adolph Strecker vid universitetet i Göttingen, men hans studier avbröts för året då han blev sjuk i tyfusfeber, vilket gjorde honom hörselskadad. Han tog ändå en medicine doktorsexamen 1868.
Miescher var gift med Maria Anna Rüsch. Han dog i tuberkulos 1895, 51 år gammal.

## Karriär och vetenskapligt arbete
Miescher kände att hans partiella dövhet skulle vara honom till nackdel som läkare, så han gick över till fysiologisk kemi. Han ville ursprungligen studera lymfocyter, men uppmuntrades av Felix Hoppe-Seyler att studera neutrofiler. Han var intresserad av att studera kärnans kemi. Lymfocyter var svåra att få i tillräckligt antal för att studera, medan neutrofiler var kända för att vara en av de viktigaste och första komponenterna i var och kunde erhållas från bandage på det närliggande sjukhuset. Problemet var dock att tvätta cellerna från bandagen utan att skada dem.
Miescher utarbetade olika saltlösningar och producerade så småningom en med natriumsulfat från vilken cellerna kunde filtreras. Eftersom centrifuger inte var tillgängliga vid den tiden fick cellerna sätta sig till botten av en bägare. Han försökte sedan isolera kärnorna fria från cytoplasma. Han utsatte de renade kärnorna för en alkalisk extraktion följt av försurning, vilket resulterade i bildandet av en fällning som Miescher kallade nuklein (nu känt som DNA). Han fann att detta innehöll fosfor och kväve, men inte svavel. Upptäckten var så olik allt annat vid den tiden att Hoppe-Seyler upprepade all Mieschers forskning själv innan han publicerade den i sin tidskrift. Miescher fortsatte sedan med att studera fysiologi i Leipzig i Carl Ludwigs laboratorium i ett år innan han utsågs till professor i fysiologi.
Medan han analyserade sammansättningen av laxsperma upptäckte Miescher också den alkaliska substansen protamin, vilket han publicerade 1874. Detta fann senare användning, som protaminsulfat, vid stabilisering av insulin (NPH-insulin) och även som ett reverseringsmedel för det antikoagulerande läkemedlet heparin.
Miescher och hans studenter forskade mycket om nukleinsyrakemi, men dess funktion förblev okänd. Hans upptäckt spelade dock en viktig roll i identifieringen av nukleinsyror som bärare av arv. Betydelsen av Mieschers upptäckt var inte uppenbar förrän Albrecht Kossel (en tysk fysiolog som specialiserat sig på cellens fysiologiska kemi och dess kärna och proteiner) utförde forskning om nukleinets kemiska struktur. Senare tog Miescher upp tanken att nukleinsyrorna kunde vara inblandade i ärftlighet och till och med hävdade att det kan finnas något som liknar ett alfabet som kan förklara hur variation produceras.
Miescher är också känd för att ha visat att koldioxidkoncentrationer i blodet reglerar andningen.

## Utmärkelser och hedersbetygelser
Sedan 2008 har två laboratorier sitt namn efter Miescher, Friedrich Miescher-laboratoriet vid Max Planck-sällskapet i Tübingen och Friedrich Miescher-institutet för biomedicinsk forskning i Basel, grundat 1970 av Ciba-Geigy.